# Mega Man Legends 3
Mega Man Legends 3 (ロックマン DASH 3?, Rockman DASH 3) è un videogioco della serie Mega Man mai pubblicato. Originariamente previsto per Nintendo 3DS come seguito di Mega Man Legends 2, il videogioco è stato annunciato nel settembre 2010 come titolo di lancio del Nintendo eShop, su cui doveva essere distribuita una demo del gioco. Nonostante la sua pubblicazione fosse prevista per giugno 2011, Mega Man Legends 3 viene inizialmente rimandato e in seguito annullato. Greg Moore di Capcom ha successivamente definito il videogioco "il seguito in ritardo di dieci anni di un sequel di uno spin-off".
Inizialmente impegnato nella creazione del gioco, Keiji Inafune si è detto dispiaciuto per la cancellazione di Mega Man Legends 3. Nonostante l'autore di videogiochi abbia smesso di collaborare con Capcom, nel 2014 si è offerto di riunire gran parte dello staff per completare il gioco, nonostante fosse già impegnato nello sviluppo di Mighty No. 9. È stato inoltre realizzato un tentativo di creazione un clone del gioco in C# denominato Homebrew DASH 3 (自作DASH3?).

## Modalità di gioco
Sebbene il videogioco non sia stato pubblicato, Chris Hoffman di Nintendo Power ha descritto il gameplay del prototipo e i comandi di gioco, simili al predecessore Mega Man Legends 2. Il protagonista è Barrett (バレット?), introdotto per la prima volta insieme ad Aero (エアロちゃん?), sebbene sia stata confermata al giornalista la presenza di Mega Man come personaggio giocante.